# Concorde Capital
Concorde Capital — українська інвестиційна компанія. Засновник — бізнесмен Ігор Мазепа. Здійснює діяльність на українському інвестиційному ринку з 2004 року. Надає всі види інвестиційних, брокерських послуг та послуг з реструктуризації боргів. Завдяки різним фінансовим інструментам Concorde Capital допоміг багатьом українським компаніям залучити більше ніж 3 млрд доларів для розвитку свого бізнесу в сферах автомобілебудування, металургії, нерухомості, а також нафтогазовому, хімічному, фармацевтичному і сільськогосподарському секторах.

## Брокерська діяльність
2005—2008 роки — Concorde Capital входить в ТОП-5 гравців на ринку акцій на біржі ПФТС, яка на той час займає позиції лідера серед торговельних майданчиків українського фондового ринку.
Від 2009 року Concorde Capital — один з найбільших операторів на Українській біржі, акціонером якої він є.
За результатами щорічного спеціалізованого дослідження фінансових ринків Thomson Reuters Extel Survey 2009 ІК Concorde Capital визнана кращим брокером на ринках Європи, що розвиваються, серед українських інвестиційних компаній.
2016 року Concorde Capital зайняла перше місце в номінації Cbonds Awards CIS — 2016 «Найкращий sales-трейдер на ринку України» і повторила цей результат наступного, 2017 року.

## Інвестиційно-банківська діяльність
Починаючи з 2004 року завдяки приватним розміщенням (private placement) та IPO Concorde Capital залучає кошти для найбільших українських компаній, що здійснюють діяльність в різних секторах економіки.
Згідно з дослідженнями MergerMarket і DealWatch у 2007 та 2008 рр. Concorde Capital здійснив найбільшу кількість угод M&A на українському ринку серед інвестиційних банків, а у 2007 році лідирував за даним показником у фінансовому секторі СНД.
За роки своєї діяльності компанія допомогла українським підприємствам залучити понад 3 млрд доларів.
У 2017 році Concorde Capital зайняв перше місце в номінації Cbonds Awards CIS як «Кращий інвестиційний банк України 2017».

## Аналітика
Згідно з рейтингом Extel Survey (один з підрозділів Thomson Reuters), аналітичний підрозділ Concorde Capital визнано найкращим в Україні у 2007 і 2008 роках, компанія входить в ТОП-3 найсильніших аналітичних команд по Україні у 2009—2018 рр..
У 2016 році ІК Concorde Capital посіла перше місце в рейтингу Extel Survey в номінації «Аналітика України» складеним за результатами опитування міжнародних хедж-фондів, балансів фондів і громадських організацій підприємств. В індивідуальному рейтингу фахівців 1-3 місця посіли співробітники компанії.
У 2018 році Concorde Capital увійшов до трійки лідерів рейтингу The Thomson Reuters Extel Survey в номінації «Українська аналітика». Крім цього, у 2018 році Concorde Capital зайняв перше місце в номінації «Краща аналітика на ринку України» в щорічному рейтингу Cbonds Awards for the CIS region.
У період з 2004 до 2007 року компанія колосально збільшила свої доходи, розміщуючи акції підприємців України на ринках інших країн для залучення фінансування. Але 80% угод провалилися через велику кількість компаній-пустушок. Компанія Concorde Capital офіційно була фінансовим консультантом скандальної угоди Бориса Ложкіна з продажу UMH.

## Досягнення і нагороди
- 2006, 2007 — Concorde Capital визнано найкращим в номінації «Найбільший інвестиційний банк в Україні» за версією рейтингу корпоративних брендів «Гвардія», організованим журналом «Контракти».
- 2007 — рейтинг The Thomson Reuters Extel Survey визнав Concorde Capital переможцем в номінації «Найкраще східно-європейське дослідження в Україні», а також присудив перше місце головному аналітику компанії Олександру Паращію.
- 2007 — компанія зайняла перше місце в номінації «Краща українська угода M&A» за версією міжнародної конференції Adam Smith.
- 2008 — Concorde Capital стає найкращим брокером в Україні за версією рейтингу The Thomson Reuters[10] Extel Survey.
- 2009 — компанія посідає перше місце в рейтингу «ТОП-100» видавництва «Економіка», як найкращий інвестиційний банк.
- 2011 — «ТОП-100» знову визнає Concorde Capital кращим інвестбанком в Україні.
- 2016 — Concorde Capital посіла перше місце в рейтингу Thomson Reuters Extel Survey в номінації «Україна: аналітика» (Ukraine: country research).
- У 2016 році Concorde Capital посів перше місце в номінації Cbonds Awards CIS — 2016 «Кращий sales-трейдер на ринку України». Також компанія зайняла другі місця в номінаціях «Найкращий інвестиційний банк України» та «Найкраща аналітика з фінансових ринків України»[11][12].
- 2017 — Concorde Capital посів друге місце в рейтингу The Thomson Reuters Extel Survey в номінації «Ukraine: Analyst».
- 2017 — Concorde Capital перемагає Cbonds Awards CIS — 2017 номінації «Кращий sales — трейдер на ринку України»[13].
- 2017 — Concorde Capital став переможцем всеукраїнського рейтингу «репутаційних активістів» в номінації «Фінанси — Інвестиційні компанії». Найкращий менеджер на фондовому ринку України за підсумками рейтингу видавництва «Економіка», лідер в номінації «Особистість фондового ринку України» фінансового рейтингу видання «Бізнес».
- 2018 — Concorde Capital увійшла в топ-3 рейтингу The Thomson Reuters Extel Survey в номінації «Українська аналітика». Також посіла перемогла в номінації «Найкраща аналітика на ринку України» в щорічному рейтингу Cbonds Awards for the CIS region[14].